# Destroyer (Marvel)
De Destroyer (lett."Vernietiger") is een fictief magisch harnas uit de strips van Marvel Comics, met name die van Thor. Het maakte zijn debuut in Journey into Mystery #118 uit juli 1965, en is bedacht door Stan Lee en Jack Kirby.

## Fictieve geschiedenis

### Oorsprong
Het harnas is gemaakt door Odin, de oppergod van het Noorse pantheon, en daarna op zijn verzoek begiftigd door ieder van de Hemelvaderen (Zeus, Vishnu, enz.). Hij deed dit om een wapen te vervaardigen om aan te wenden tegen de Celestials. 
Hoewel de machine wel is beschreven als een 'harnas', kan het niet letterlijk gedragen worden; in plaats daarvan wordt hij in werking gesteld als een denkend wezen binnen een korte afstand ervan komt. De geest van dit wezen wordt dan als het ware in de Destroyer gezogen, terwijl zijn levende lichaam bewusteloos en onbeweeglijk raakt.
Nadat de Destroyer was geschapen werd hij door Odin verborgen in een Aziatische tempel voorzien van allerhande waarschuwingen, tot de dag zou komen om hem in te zetten. Hij werd echter gevonden en geactiveerd door een hebzuchtige stroper, die de Destroyer aanwendde tegen Thor. Thor, mogelijk de sterkste van de Noorse goden, ontdekte dat hij de Destroyer niet kon beschadigen.
De superrobot is herhaaldelijk op soortgelijke wijze in handen gevallen van sterfelijken en onsterfelijken; telkens werd hij van zijn 'drager' gescheiden en onschadelijk gemaakt.

### Confrontatie met de Celestials
Ten slotte keerden de Celestials naar de Aarde terug en zette Odin zijn troef in; hij nam de levenskracht van alle Asgardianen behalve Thor in zich op, en liet die toen, met die van zichzelf, in de Destroyer stromen. De robot groeide onmiddellijk tot een reus van 600 meter hoog en wapende zich met het reusachtige Odin-zwaard, een vervloekt godenwapen, om de strijd met de Celestials aan te binden.
Hoewel de Destroyer het machtigste wapen was dat ooit op Aarde had bestaan, betekende zijn aanval op de Celestials voor de ruimtegoden niet meer dan een korte afleiding. Na een onbetekenende schermutseling keerden ze hun gezamenlijke macht tegen hem en reduceerden de Destroyer tot een plas gesmolten metaal.

### Terugkeer
Jaren later was Thor, vervloekt door zijn vijandin Hela (Waardoor hij zowel onsterfelijk, als lichamelijk kwetsbaar was geworden), het slachtoffer van een groep wraakzuchtige reuzen; ze verstoorden echter de rust van de inerte plaat metaal die alles was die er over was van de Destroyer, maar die nu zijn oude gedaante hernam. Het bewustzijn van Thor werd door de Destroyer opgenomen; voor het eerst bleek de machine te kunnen spreken, en gaf blijk van het verlangen een onsterfelijke 'drager' te hebben zodat hij zijn verwoestingen eindeloos zou kunnen voortzetten.
Het bewustzijn van Thor bleek echter te sterk; hij domineerde het eigen wezen van de Destroyer en reisde, in het onverwoestbare lichaam van de robot, naar Hela's rijk, waar hij ontzettende verwoestingen aanrichtte tot Hela beloofde haar vloek op te heffen. De opnieuw inerte Destroyer werd in het land van Hela ingesloten in een blok bijna onbreekbaar kristal, zodat niemand hem opnieuw zou kunnen opwekken.
De Destroyer werd bevrijd door de ziel van Lorelei, de zuster van de tovenares Amora, die zich voor haar dood wilde wreken. Nadat zij op haar beurt was verslagen stuurde Hela de Destroyer, nu bestuurd door haar knecht Garm, naar de Aarde om Thor te doden; Garm werd echter gedwongen de Destroyer te verlaten door Thor en de held Thunderstrike.
De Destroyer werd gevonden door enkele Asgardiaanse trollen die de robot lieten 'bemannen' door de geest van de Maestro, een toekomstige, kwaadaardige versie van de Hulk, om de Hulk van het heden te vernietigen. Hoewel de Hulk de Destroyer niet kon verslaan, werd ook zijn geest in het harnas getrokken, en de Hulk en de Maestro vochten om de macht met explosieve resultaten; de Destroyer bleef opnieuw 'leeg' achter.

## Krachten en vermogens
De Destroyer was bedoeld als het ultieme wapen en geldt, naar Aardse en Asgardiaans maatstaven, onverkort als zodanig. Hij werd vervaardigd door dwergensmeden uit het mystieke metaal Uru, door Odin zelf met vele spreuken betoverd en door het hoofd van elk van de Aardse pantheons van kracht voorzien. 
Hij is volstrekt onverslaanbaar in de strijd met enige held, monster of leger op Aarde, Asgard of Helheim. Zijn pantser is onkwetsbaar, zelfs voor Thors hamer Mjölnir; er is ooit verklaard dat de Destroyer een supernova-explosie zonder problemen zou doorstaan.
Zijn fysieke kracht overtreft die van elke bekende held of monster; in gevecht met de Hulk kon de groene gigant zijn tegenstander amper partij geven.
De Destroyer beschikt over een blijkbaar allesomvattend arsenaal magische wapens in de vorm van dodende stralen; het meest verwoestende wapen is de desintegrator in zijn helm, die elk soort materie volstrekt kan vernietigen.
De achilleshiel van de Destroyer is zijn afhankelijkheid van zijn 'drager'. Hij kan geactiveerd worden door elke bewuste geest die binnen ongeveer armslengte komt; hij wordt in principe bestuurd door de 'drager', maar in de praktijk wordt deze al snel overmand door de instincten van de Destroyer zelf, die maar één ding wil: alles vernietigen. Hoewel de robot wel degelijk een bewustzijn heeft, is ook dit alleen op dat doel gericht.
Wordt het, onbeweeglijke en bewusteloze, lichaam van de 'drager' echter gewond of gedood, dan verlaat diens bewustzijn de Destroyer weer en wordt de robot gedeactiveerd.
Een geest die sterk genoeg is kan de eigen wil van de Destroyer domineren; tot nu toe is alleen Thor er echt in geslaagd de machine zijn wil op te leggen. De Destroyer gehoorzaamt Odin natuurlijk zonder mankeren.
Hoe sterk de Destroyer ook is, hij bleek niet in staat het doel waarvoor hij was geschapen te vervullen - de Celestials weerstaan.

## In andere media
- De Destroyer komt voor in de film Thor, waarin hij wordt neergezet als een enorme, mechanische Golem die de koning van Asgard gehoorzaamt. Hij kan als voornaamste wapen energiestralen afvuren uit zijn helm. De Destroyer wordt door Loki naar de aarde gestuurd om Thor te doden, maar door hem verslagen. In de film The Avengers blijkt dat S.H.I.E.L.D. nadien de restanten van de Destroyer heeft verzameld en gebruikt om wapens van te maken. Agent Phil Coulson gebruikt een van deze wapens om Loki mee te bevechten.
- De Destroyer speelde mee in de op Thor gebaseerde afleveringen van The Marvel Superheroes.
- De Destroyer is een personage in het spel Marvel: Ultimate Alliance.